# 迫丸金次郎
迫丸 金次郎（さこまる きんじろう、1951年7月27日 - ）は、熊本県出身の元プロ野球選手（外野手）。右投右打。1978年より登録名を迫丸 公勝（さこまる こうしょう）としている。

## 来歴・人物
熊本第一工業高等学校では1969年夏の甲子園県予選準決勝で熊本工に敗退、中九州大会には進めなかった。
卒業後は愛知学院大学へ進学し　同大学野球部所属。愛知大学リーグでは、1年春のリーグ戦で新人賞に選ばれた。同郷同期のエース小林秀一を擁し、1973年春季リーグで優勝を飾る。同年の全日本大学野球選手権大会でも3本塁打の活躍で初めて決勝に進出するが、中大の田村政雄に抑えられ敗退、準優勝にとどまる。同年の第2回日米大学野球選手権大会日本代表にも小林とともに選出された。リーグ通算68試合出場、232打数60安打、打率.259、5本塁打、34打点。
1973年ドラフト4位で巨人入団。この年の巨人のドラフトは、1位で指名された小林をはじめ3位までの選手が入団拒否したため、4位の迫丸がその年の巨人最上位入団選手であった（下位の2人は既に練習生として巨人に所属していた）。当時の巨人の外野陣は世代交代期であったが、壁は厚く出場機会には恵まれなかった。
1979年イースタン・リーグで首位打者、翌年は21盗塁で盗塁王を獲得した。
1981年に金銭トレードで広島に移籍、1983年には初先発出場を果たすが、同年限りで現役引退。引退後は広島でトレーニングコーチ等を務めた。現在、MSH医療専門学校硬式野球部のヘッドコーチを務めている。

## 詳細情報

### 年度別打撃成績
| 年 度     | 球 団     | 試 合 | 打 席 | 打 数 | 得 点 | 安 打 | 二 塁 打 | 三 塁 打 | 本 塁 打 | 塁 打 | 打 点 | 盗 塁 | 盗 塁 死 | 犠 打 | 犠 飛 | 四 球 | 敬 遠 | 死 球 | 三 振 | 併 殺 打 | 打 率 | 出 塁 率 | 長 打 率 | O P S |
| --------- | --------- | ----- | ----- | ----- | ----- | ----- | -------- | -------- | -------- | ----- | ----- | ----- | -------- | ----- | ----- | ----- | ----- | ----- | ----- | -------- | ----- | -------- | -------- | ----- |
| 1978      | 巨人      | 7     | 9     | 8     | 0     | 1     | 0        | 0        | 0        | 1     | 1     | 0     | 0        | 0     | 1     | 0     | 0     | 0     | 5     | 0        | .125  | .111     | .125     | .236  |
| 1979      | 巨人      | 14    | 4     | 4     | 0     | 0     | 0        | 0        | 0        | 0     | 0     | 0     | 0        | 0     | 0     | 0     | 0     | 0     | 2     | 0        | .000  | .000     | .000     | .000  |
| 1983      | 広島      | 14    | 14    | 11    | 3     | 2     | 0        | 0        | 0        | 2     | 1     | 1     | 0        | 0     | 0     | 2     | 0     | 1     | 2     | 1        | .182  | .357     | .182     | .539  |
| 通算：3年 | 通算：3年 | 35    | 27    | 23    | 3     | 3     | 0        | 0        | 0        | 3     | 2     | 1     | 0        | 0     | 1     | 2     | 0     | 1     | 9     | 1        | .130  | .222     | .130     | .353  |

### 表彰
- イースタン・リーグ首位打者：1回 （1979年）
- イースタン・リーグ盗塁王：1回 （1980年）

### 記録
- 初出場・初打席・初安打：1978年4月13日、対横浜大洋ホエールズ4回戦（藤崎台県営野球場）、5回裏に淡口憲治の代打で出場、大川浩から
- 初打点：1978年4月21日、対広島東洋カープ1回戦（広島市民球場）、5回表に福島知春の代打として出場、大野豊から犠飛
- 初先発出場：1983年6月14日、対ヤクルトスワローズ8回戦（広島市民球場）、2番・右翼手として先発出場
- 初盗塁：1983年7月1日、対読売ジャイアンツ14回戦（後楽園球場）、9回表に二盗（投手：堀内恒夫、捕手：笹本信二）

### 背番号
- 55 （1974年 - 1980年）
- 38 （1981年）
- 31 （1982年 - 1983年）
- 89 （1984年 - 2002年）

### 登録名
- 迫丸 金次郎 （さこまる きんじろう、1974年 - 1977年）
- 迫丸 公勝 （さこまる こうしょう、1978年 - 2002年）